# Franciszek Dźwigoński
Franciszek Dźwigoński, pseud. Prot (ur. 25 lipca 1913 w Jeleniu, zm. 26 października 1993 w Suchej Beskidzkiej) – polski duchowny katolicki, prałat, podczas II wojny światowej kapelan Zgrupowania Żelbet Armii Krajowej.

## Życiorys
Urodził się 25 lipca 1913 we wsi Jeleń koło Jaworzna (obecnie dzielnica tego miasta). Był synem Karola Dźwigońskiego.
2 maja 1937 ukończył Wyższe Seminarium Duchowne Archidiecezji Krakowskiej. Był także absolwentem Wydziału Teologicznego Uniwersytetu Jagiellońskiego. W 1937 przyjął również święcenia kapłańskie.
W latach 1937–1939 był wikariuszem w parafii św. Marcina we wsi Poręba Żegoty koło Alwerni. Od 1939 był wikariuszem, a od 1944 administratorem, a od 1948 proboszczem położonej na terenie podkrakowskiej wsi Piaski Wielkie parafii Najświętszego Serca Pana Jezusa. Podczas II wojny światowej prowadził w Krakowie działalność konspiracyjną posługując się pseudonimem „Prot”. Był jednym z inicjatorów ruchu oporu na Piaskach Wielkich. Już w listopadzie 1939 założył tajny klub Stronnictwa Pracy i Komitet Pomocy dla Rodzin. Współpracował ze Związkiem Walki Zbrojnej/Armią Krajową był kapelanem Zgrupowania Żelbet w stopniu kapitana, utrzymywał kontakt z okręgowym delegatem rządu na uchodźstwie Tadeuszem Sewerynem ps. „Socha”. Organizował pomoc, zwłaszcza żywnościową, dla partyzantów, Żydów z getta i więźniów obozów koncentracyjnych. W 1944 był jednym z założycieli klubu sportowego Orzeł Piaski Wielkie, który był zapleczem szkoleniowym AK. Boisko klubowe powstało na terenie należącym do kościoła. Przez cały okres okupacji w parafii działały: koło Polskiego Czerwonego Krzyża, parafialny komitet Caritas oraz oddział powiatowy Rady Głównej Opiekuńczej. Ksiądz Dźwigoński prowadził także tajne nauczanie i założył ochronkę dla dzieci. W 1944 zorganizował Komitet Elektryfikacji i objął nadzorem powstanie sieci elektrycznej na terenie Piasków Wielkich. Po wojnie odznaczony Srebrnym Krzyżem Zasługi z Mieczami. W następnych latach był nękany przez krakowskie UB, łącznie ponad 40 razy stawał przed sądami i kolegiami w PRL.
W 1956 był inicjatorem postawienia w Krakowie, na wzgórzu Sadka (pomiędzy Piaskami Wielkimi a Prokocimiem), krzyża pamiątkowego stanowiącego wotum dziękczynne za przetrwanie okupacji hitlerowskiej i stalinowskiej – uniknięcie pacyfikacji parafii i ocalenie krakowskich żołnierzy AK przed wywózką do Związku Radzieckiego.
Od 1957 był proboszczem parafii Wniebowzięcia Najświętszej Maryi Panny w Oświęcimiu, gdzie swoją patriotyczno-narodową postawą naraził się władzom komunistycznym. W wyniku ich presji na arcybiskupa krakowskiego został przeniesiony do Makowa Podhalańskiego.
W 1962 został trzydziestym czwartym proboszczem parafii Przemienienia Pańskiego w Makowie. Był także dziekanem dekanatu makowskiego. Doprowadził do rozkwitu makowskiego kościoła i jego otoczenia oraz nadania mu tytułu Sanktuarium Matki Bożej Makowskiej Opiekunki Rodzin. Dzięki jego staraniom doszło do ukoronowania obrazu Matki Bożej Makowskiej przez Jana Pawła II podczas jego pierwszej pielgrzymki do ojczyzny. Jego wikariuszami byli m.in. Stanisław Dziwisz (1963–1965), Jan Szkodoń (1970–1972), Józef Morawa (1974–1979) Bogdan Waliczek (1985–1987) i  Adam Kozłowski (1986–1988), a jednym z ministrantów – Kazimierz Jancarz. Od 1969 był kapelanem honorowym Jego Świątobliwości, a od 1974 prałatem papieskim. Był jednym z nielicznych starszych kapłanów w Archidiecezji Krakowskiej mocno zaangażowanych w Ruch Światło-Życie, od początku lat siedemdziesiątych. Był współpracownikiem i doradcą administracyjno-ekonomicznym metropolitów krakowskich Karola Wojtyły i Franciszka Macharskiego. Posługę w makowskiej parafii pełnił do 1989.
Zmarł 26 października 1993 w Suchej Beskidzkiej. Został pochowany na cmentarzu parafialnym w Makowie Podhalańskim. Pogrzeb przeprowadził arcybiskup krakowski Franciszek Macharski w koncelebrze trzech innych biskupów i ponad stu kapłanów. Specjalną depeszę kondolencyjną przysłał Jan Paweł II.
Pośmiertnie, w 1994, został odznaczony Krzyżem Armii Krajowej.

## Ordery i odznaczenia
- Srebrny Krzyż Zasługi z Mieczami[1]
- Krzyż Armii Krajowej[1]

## Upamiętnienie
Od 1956 w Krakowie stoi krzyż zwany krzyżem księdza Dźwigońskiego.
W 1995 Franciszek Rusek opublikował i wydał własnym nakładem książkę „Prot” – ks. prałat Franciszek Dźwigoński : życie i działalność 1913–1993.
Od 2001 roku stadion piłkarski Orła Piaski Wielkie nosi imię księdza prałata Franciszka Dźwigońskiego. Na budynku klubowym znajduje się tablica pamiątkowa poświęcona patronowi.
Ulice jego imienia znajdują się w Krakowie, na Piaskach Wielkich oraz w Makowie Podhalańskim (od stycznia 2016).